# Leko (Sprache)
Das Leco oder Leko ist eine wenig untersuchte und möglicherweise ausgestorbene indigene Sprache, die ursprünglich in einem entlegenen Teil der Ostabdachung der Anden im bolivianischen Departamento La Paz gesprochen wurde. Die meisten Angehörigen der Ethnie leben in den Provinzen Franz Tamayo und Larecaja.
Die bolivianische Verfassung von 2009 erkennt das Leco als eine offizielle indigene Sprache an.

## Geschichte der Ethnie
In präkolumbianischer Zeit hatten die Leco Kontakt mit dem Inkareich. Während der Kolonialzeit lebten sie häufig im Konflikt mit den Besitzern der großen Kokaplantagen in der Region der Yungas. Über die Geschichte der Gruppe ist ansonsten wenig bekannt.
Die wenigen Angehörigen der Gruppe leben heute vorwiegend vom Anbau von Mais, Reis, Yuca, Zitrusfrüchten und Kakao. Sie sind kulturell von der umgebenden Bevölkerung kaum zu unterscheiden.

## Situation der Sprache
Abgesehen von einigen kurzen Wörterlisten, gründen sich die Kenntnisse über das Leko auf eine christliche Glaubenslehre vom Beginn des 19. Jahrhunderts, die 1905 von Lafone Quevedo als Grundlage seiner Grammatik des Leko veröffentlicht wurde. Bis zu Beginn der 1990er Jahre der Sprachwissenschaftler Simon van de Kerke einige Sprecher des Leko finden konnte, war dies praktisch das einzige Zeugnis der Sprache. Van de Kerke erhob weitere Daten, denen wir zusätzliche Kenntnisse über die Sprache verdanken.
Montaño Aragón konnte 1987 einige Sprecher am Río Atén und in Apolo in der Provinz Franz Tamayo und entlang des Río Mapiri in der Provinz Larecaja im Norden des Departamento La Paz finden. Als van de Kerke 1994 bis 1997 bei seinen Feldforschungen ebenfalls einige Sprecher kontaktieren konnte, waren diese meist Männer, die deutlich über 50 Jahre alt waren und schon seit langer Zeit die Sprache nicht mehr benutzten.

## Grammatik

### Lautlehre
Das Leko verfügt über sechs Vokale, die van de Kerke mit /a/, /e/, /i/, /o/, /u/ und /è/ bezeichnet. Die Opposition zwischen /e/ und /è/ ist nur anhand weniger Minimalpaare nachweisbar.
Die Konsonanten des Leko sind die folgenden:
|            |            | bilabial | dental | alveolar | palatal | velar | glottal |
| ---------- | ---------- | -------- | ------ | -------- | ------- | ----- | ------- |
| Plosive    | einfach    | p b      | t d    |          |         | k     |         |
| Plosive    | aspiriert  | pʰ       | tʰ     |          |         | kʰ    |         |
| Plosive    | ejektiv    | p’       | t’     |          |         | kʼ    |         |
| Affrikaten | einfach    |          |        | ʦ        | ʧ       |       |         |
| Affrikaten | ejektiv    |          |        | ʦʼ       | ʧ’      |       |         |
| Frikative  | Frikative  |          |        | s z      |         |       | h       |
| Nasale     | Nasale     | m        | n      |          | ŋ       |       |         |
| Laterale   | Laterale   |          | l      |          |         |       |         |
| Vibranten  | Vibranten  |          |        | ɾ        |         |       |         |
| Halbvokale | Halbvokale | w        |        |          | j       |       |         |

### Wortklassen
Das Leko unterscheidet vier Hauptgruppen von Wörtern: Nomen, Adjektiv, Verb und Adverb. Darüber hinaus gibt es noch einige Nebengruppen, nämlich vor allem die Personennamen, Personalpronomen, Demonstrativpronomen, Zahlwörter und Fragewörter.
Die Substantive bilden den Kern einer Nominalphrase und erlauben die Beugung nach Numerus und Kasus.
Es werden vier Arten von Pronomen unterschieden: Personalpronomen, Demonstrativpronomen, Fragepronomen und Indefinitpronomen.
Die Verben bilden den Kern einer Verbalphrase und erhalten Flexionssuffixe für Person und Tempus, sowie Wortbildungssuffixe. Außer den Hilfsverben neck und kach können die Verben transitiv, intransitiv oder ditransitiv sein.
Das Leko hat ein dezimales Zahlensystem. Die Zahlen 6 bis 8 folgen einem System auf der Basis der fünf, ähnlich dem Aymara. Der Bestandteil phahmo hat im heutigen Leko keine Bedeutung; van de Kerke mutmaßt, dass er eine regelmäßige Form eines ausgestorbenen Verbs *phahich, "hinzufügen", sein könnte. Die Wörter für "hundert" und "tausend" sind dem Aymara entlehnt.
| Leko        | Deutsch |
| ----------- | ------- |
| ber         | eins    |
| toi         | zwei    |
| chai        | drei    |
| dirai       | vier    |
| bercha      | fünf    |
| berphahmo   | sechs   |
| toiphahmo   | sieben  |
| ch'aiphahmo | acht    |
| berpila     | neun    |
| beriki      | zehn    |
| pataka      | hundert |
| waranka     | tausend |

### Morphologie
Das Leko ist eine stark agglutinierende Sprache, die vor allem Suffixe verwendet.
- Substantive werden nach Numerus und Kasus flektiert. So wird z. B. der Plural durch das Suffix -aya ausgedrückt, wie in choswai-tha-aya [Frau-DIM-PL] "kleine Frauen" und der Genitiv durch -moki, wie in yo-moki kuchi [1SG-GEN Hund] "mein Hund"; der Dativ mit (i)ki als Indikator für Richtung oder Ziel wie in (1); der Lokativ -ra oder -te, der ein Lokativ-Komplement oder einen Richtungslokativ anzeigt, wie in (2); der Ablativ -rep oder -bet, der den Ursprungsort anzeigt (3).

| (1) | seneng-ki                   | hu-ku-ate       | dulsi  |
|     | jeder-DAT                   | 3PL-geben-PAS.1 | Bonbon |
|     | ‘Ich gab jedem ein Bonbon.’ |                 |        |

| (2) | u                                                        | trabajo-ra | chera | abon-da-no-ne      | lamka-sich-ne    |
|     | welche                                                   | Arbeit-LOC | wir   | finden-FUT-NML-INT | arbeiten-INF-TOP |
|     | "Bei welcher (Arbeits-)stelle werden wir Arbeit finden?" |            |       |                    |                  |

| (3) | lilwo                                                           | ubus-no-te           | lal-rep/lal wara-rep      |
|     | Grashüpfer                                                      | herauskommen-NML-DCL | Erde-ABL/Erde Inneres-ABL |
|     | "Der Grashüpfer kommt aus der Erde/dem Inneren der Erde heraus" |                      |                           |

- Die Nomen können zudem mit einer Reihe von Wortbildungssuffixen kombiniert werden, so z. B. dem Diminutiv -tha, der außer mit Substantiven wie in won-tha [Haus-DIM] "Häuschen" auch mit Adjektiven verbunden werden kann, wie in Beispiel (4). Ein anderes Wortbildungssuffix ist das delimitative -beka, das für "nicht mehr", "nur" steht, wie in Beispiel (5). Andere Suffixe können Verben in Nomen verwandeln, so in Beispiel (6) -sich, der eine Infinitivform von einem Substantiv ableitet und -no, das Substantive als handelnde Subjekte von Verben ableitet, z. B. lamkas-no [arbeiten-AG] "Arbeiter".

| (4) | wesra                             | nos-tha-te              |
|     | Guanay                            | weit (entfernt)-DIM-DCL |
|     | ‘Guanay ist etwas weit entfernt.’ |                         |

| (5) | yo-phos-beka                          | ho-ra      | t’e-no-te     |
|     | 1SG-Tochter-DEL                       | dieses-LOC | leben-NML-DCL |
|     | ‘Meine Tochter lebt nicht mehr hier.’ |            |               |

| (6) | lamka-sich                        | yu-gustas-in-te      |
|     | arbeiten-INF                      | 1.O-gefallen-NEG-DCL |
|     | ‘Das Arbeiten gefällt mir nicht.’ |                      |

- Bei den Verben gibt es Suffixe, die die Person des Subjekts markieren und andere, die das Objekt kennzeichnen, wie in (7) gezeigt.

| (7) | ya-ache-ki                                                     | yo-moki | aycha   | yin-k’o-a-ka-te       |
|     | 1SG-Vater-GEN                                                  | 1SG-GEN | Fleisch | 1.BEN-esen-PF-AUX-DCL |
|     | ‘Mein Vater hat mein Fleisch aufgegessen.’ (weil ich satt war) |         |         |                       |

- Die folgende Abbildung zeigt, wie das Verb mit einer Reihe von Flexionssuffixen kombiniert werden kann, die beispielsweise Aspekt und Zeit markieren. Beispiel (8) zeigt den Gebrauch des Suffixes -mono, um zu betonen, dass man etwas nicht aus eigener Anschauung weiß.

| Verbstamm | PROG | NEG | NML/N/ADJ | PL   | CID   | AUX | PAS   | DCL/INT | Persona |
|           |      |     |           |      |       |     |       |         | -o      |
|           |      |     | Adj/N     |      |       |     |       | -t      | -m/-n   |
|           |      |     |           | -aya | -mono | -ka | -taah |         |         |
| V         | -cha | -in | -no       |      |       |     |       | -ne     | -am/-an |
|           |      | -ir | -a        |      |       |     |       |         | -no(h)  |
|           |      |     | -ich      |      |       |     |       |         | -s      |

| (8) | era                                                            | fuerza-hote-to: | ya-ache-ki-ka      | mo-no-mono-taah-te    |
|     | ich                                                            | Kraft-POS-PRS.1 | 1SG-Vater-GEN-COMP | sagen-NML-CID-PAS-DCL |
|     | ‘Er soll gesagt haben “ich habe soviel Kraft wie mein Vater”.’ |                 |                    |                       |

- Zur Unterscheidung verschiedener Modi benutzt das Leko Suffixe wie -kama "können", -bibi "fast" und andere, um auszudrücken, dass ein Ereignis möglich ist: (9). Es gibt außerdem zwei Formen des Imperativs der zweiten Person: Der eine richtet sich an eine einzelne Person, der andere an mehrere: (10a) und (10b).

| (9) | chika                                         | es-cha-no-te       | lamkas-in-kama-te-am        |
|     | sehr                                          | regnen-PRS-NML-DCL | arbeiten-NEG-fähig-DCL-PL.1 |
|     | "Es regnet stark; wir können nicht arbeiten." |                    |                             |

| (10a) | iya         | ta   | bal-a    |
|       | du          | Mais | säen-IMP |
|       | "Säe Mais." |      |          |

| (10b) | heka            | ta   | bal-noku    |
|       | du              | Mais | säen-IMP.PL |
|       | "Sät Mais aus." |      |             |

- Außerdem können Verben mit Derivativsuffixen kombiniert werden, die den Aspekt kennzeichnen, wie z. B. das kompletive -hi (11), das Bewegungssuffix  wari- (12), das reziproke Suffix -mo (13) oder das kausative -ki (14).

| (11) | yo-moki                                 | warsuch | tiltil-hi-no-te          |
|      | 1-GEN                                   | Hose    | kaputtgehen-CMPL-NML-DCL |
|      | "Meine Hose ist völlig kaputtgegangen." |         |                          |

| (12) | wotha                           | wonon-wari-no-te          |
|      | Hügel                           | gehen-hinaufgehen-NML-DCL |
|      | "Er/sie geht den Hügel hinauf." |                           |

| (13) | yobas-aya                                            | yanapas-mo-no-aya-te | dihwo        | bal-ich-ki |
|      | hHelfen-REC-NML-PL-DCL                               | Erdnüsse             | säen-INF-DAT |            |
|      | "Die Männer helfen einander beim Säen der Erdnüsse." |                      |              |            |

| (14) | o-botha-tha-ki                           | do-ko-ki-a          |
|      | 2-Bruder-DIM-DAT                         | 3.O-nehmen-CAUS-IMP |
|      | "Lass ihn deinen kleinen Bruder nehmen!" |                     |

- Die Reduplikation kann zur Verstärkung eingesetzt werden. So kann man ein redupliziertes Substantiv als "eine Menge..." verstehen, ein redupliziertes Adjektiv als "sehr". Bei Verben ist die Bedeutungsveränderung unterschiedlich und war für die Beobachter nicht immer transparent.

### Syntax
- Die Stellung der Satzglieder im Leko ist frei. Meist steht das Subjekt am Anfang des Satzes, vor allem, wenn es sich um das Topik handelt. Außerdem geht das Objekt gewöhnlich dem Verb voran (15).[9]

| (15) | hino                                                                                        | yobas-ne | palanta | soh-cha-no-te      | moki-a | choswai-ki |
|      | diese(r)                                                                                    | Mann-TOP | Banane  | schauen-PR-NML-DCL | GEN-3  | Frau-DAT   |
|      | "Dieser Mann sucht eine Banane für seine (die eines vorher genannten anderen Mannes) Frau." |          |         |                    |        |            |

- Das Leko ist eine Pro-Drop-Sprache; d. h. wenn ein Personalpronomen das Subjekt ist, kann es, muss aber nicht ausgelassen werden (16)

| (16) | chera                                                          | du-kama-tean        | Burua | da-in-tean     | du-ch        |
|      | wir                                                            | sprechen-können-1PL | Leko  | wollen-NEG-1PL | sprechen-INF |
|      | "Wir können Leko sprechen, aber wir wollen es nicht sprechen." |                     |       |                |              |

- Das Leko kennt einfache und zusammengesetzte Sätze. Bei den einfachen Sätzen können verschiedene Arten unterschieden werden, wie z. B. existenzielle (17), deklarative (18) oder interrogative (19a) und (19b):

| (17) | aycha              | ne-no-te           |
|      | Fleisch            | existieren-NML-DCL |
|      | "Es gibt Fleisch." |                    |

| (18) | wesra                          | nos           | na-in-tha-te     |
|      | Guanay                         | weit entfernt | sein-NEG-DIM-DCL |
|      | "Guanay ist ganz in der Nähe." |               |                  |

| (19a) | sok’och              | da-no-ne       | iya-n  |
|       | Mahlzeit             | wollen-NML-INT | du-INT |
|       | "Möchtest du essen?" |                |        |

| (19b) | ha-ne           | busa-cha-no-n      |
|       | wer-INT         | kommen-PRS-NML-INT |
|       | "Wer kommt da?" |                    |

- Bei der Satzgliederung gibt es ebenfalls verschiedene Muster wie die Juxtaposition (20), die Koordination (21) und die Subordination (22).

| (20) | on                                         | chelas-no      | yobas-ne | k’o-in-te     | wet-ra-no-te    |
|      | diese(r)                                   | krank sein-NML | Mann-TOP | essen-NML-DCL | sterben-FUT-DCL |
|      | "Dieser Mann isst nicht; er wird sterben." |                |          |               |                 |

| (21) | on                                                      | chelas-no      | k’o-in-te     | no    | ko-in-te        | wet-ra-no-te    |
|      | diese(r)                                                | krank sein-NML | essen-NML-DCL | nicht | trinken-NML-DCL | sterben-FUT-DCL |
|      | "Dieser (Mann) isst und trinkt nicht; er wird sterben." |                |               |       |                 |                 |

| (22) | ch’epe                                             | yin-soncho-a-ra         | katre-te | bar-ka-cha-no-to:        |
|      | schlecht                                           | 1.BEN-krank sein-PF-LOC | Bett-LOC | liegen-AUX-PRS-NML-PRS.1 |
|      | "Weil ich mich schlecht fühle, liege ich im Bett." |                         |          |                          |